# Olympische Winterspelen 1932
De IIIe Olympische Winterspelen werden in 1932 gehouden in het in de Adirondackgebergte gelegen Lake Placid in de staat New York in de Verenigde Staten. Naast Lake Placid waren ook Bear Mountain, Yosemite Valley, Lake Tahoe, Duluth, Minneapolis, Denver (alle in de Verenigde Staten) en Montreal (Canada) in de race voor de organisatie. Door de aanhoudende recessie (De Grote Depressie) was het moeilijk om het geld bijeen te krijgen om de Spelen te kunnen organiseren. Dr. Godfrey Dewey, de voorzitter van het organiserende comité, besloot daarop land van zijn familie te doneren om daar het bobsleeën op af te kunnen werken.

## Disciplines
Tijdens de Olympische Winterspelen van 1932 werd er gesport in vier takken van sport. Veertien onderdelen in zeven disciplines stonden op het programma. Curling, het vrouwenschaatsen en de honden sleerace waren demonstratiesporten.
| Sport               | Discipline         | Onderdelen      | Onderdelen      | Onderdelen      | Onderdelen      |
| ------------------- | ------------------ | --------------- | --------------- | --------------- | --------------- |
| Schaatssport        | Kunstrijden        | mannen          | vrouwen         | paren           | paren           |
| Schaatssport        | Schaatsen          | 500 m (m)       | 1500 m (m)      | 5000 m (m)      | 10.000 m (m)    |
| Skisport            | Langlaufen         | 18 km (m)       | 50 km (m)       | 50 km (m)       | 50 km (m)       |
| Skisport            | Noordse combinatie | individueel (m) | individueel (m) | individueel (m) | individueel (m) |
| Skisport            | Schansspringen     | individueel (m) | individueel (m) | individueel (m) | individueel (m) |
| Sleesport           | Bobsleeën          | 2-mansbob (m)   | 4-mansbob (m)   | 4-mansbob (m)   | 4-mansbob (m)   |
| IJshockey           | IJshockey          | mannen          | mannen          | mannen          | mannen          |
| Demonstratiesporten |                    |                 |                 |                 |                 |
| Curling             | Curling            | mannen          | mannen          | mannen          | mannen          |
| Hondenslee race     | Hondenslee race    | mannen          | mannen          | mannen          | mannen          |
| Schaatsen           | Schaatsen          | 500 m (v)       | 1000m (v)       | 1500 m (v)      | 1500 m (v)      |

### Mutaties
| Sport     | Nieuw         | Verdwenen (t.o.v. 1928) | Wijzigingen/Opmerkingen                                       |
| --------- | ------------- | ----------------------- | ------------------------------------------------------------- |
| Bobsleeën | 2-mansbob (m) |                         | algemeen bobsleeën (4-5 man) wordt 4-mansbob                  |
| Schaatsen |               |                         | schaatsen voor vrouwen, demonstratiesport (500, 1000, 1500 m) |
| Skeleton  |               | mannen                  | helemaal verdwenen                                            |
|           | 1             | 1                       | 1                                                             |

## Hoogtepunten
- Net zoals op de vorige Spelen was het weer in Lake Placid niet geweldig. Er was zelfs een gebrek aan sneeuw, dat per trein werd aangevoerd. Toch waren er nog vele blessures omdat de deelnemers over gras en keien moesten glijden.
- De Noorse Sonja Henie wist haar olympische titel te verdedigen bij het kunstschaatsen.
- Vanwege slechte weersomstandigheden werden de wedstrijden voor de viermansbob uitgesteld tot na de officiële sluitingsceremonie. Billy Fiske wist wederom te winnen, deze keer was een van zijn teamleden Eddie Eagan. Deze had in 1920 op de Olympische Spelen van Antwerpen al goud gewonnen bij het boksen. Hij werd hiermee de eerste atleet die in zowel een zomer- als een wintersport een gouden medaille won.
- Bij het langebaanschaatsen werd niet, zoals gewoonlijk, tegen de klok gereden, maar alle deelnemers startten gelijk. Dit zeer tot onvrede van de Europese deelnemers.
- De Amerikaan John Shea won tweemaal goud in het hardrijden op de schaats, op de 500 m en de 1500 m. Shea werd later burgemeester van Lake Placid.

## Nederlandse prestaties
- Nederland was niet vertegenwoordigd bij deze Spelen.

## Belgische prestaties
- De Belgische afvaardiging bestond uit een bobsleeteam voor de viermansbob en een kunstrijdster. Zij behaalden geen medailles.

## Medaillespiegel
Er werden 42 medailles uitgereikt. Het IOC stelt officieel geen medailleklassement op, maar geeft desondanks een medailletabel ter informatie. In het klassement wordt eerst gekeken naar het aantal gouden medailles, vervolgens de zilveren medailles en tot slot de bronzen medailles.
Slechts 10 landen wisten medailles te winnen. Vandaar dat de onderstaande tabel het volledige klassement weergeeft. Het gastland heeft een blauwe achtergrond en het grootste aantal medailles in elke categorie is vetgedrukt.
Zie de medaillespiegel van de Olympische Winterspelen 1932 voor nadere details.
| Plaats | Land             | NOC | Goud | Zilver | Brons | Totaal |
| ------ | ---------------- | --- | ---- | ------ | ----- | ------ |
| 1      | Verenigde Staten | USA | 6    | 4      | 2     | 12     |
| 2      | Noorwegen        | NOR | 3    | 4      | 3     | 10     |
| 3      | Zweden           | SWE | 1    | 2      | 0     | 3      |
| 4      | Canada           | CAN | 1    | 1      | 5     | 7      |
| 5      | Finland          | FIN | 1    | 1      | 1     | 3      |
| 6      | Oostenrijk       | AUT | 1    | 1      | 0     | 2      |
| 7      | Frankrijk        | FRA | 1    | 0      | 0     | 1      |
| 8      | Zwitserland      | SUI | 0    | 1      | 0     | 1      |
| 9      | Duitsland        | GER | 0    | 0      | 2     | 2      |
| 10     | Hongarije        | HUN | 0    | 0      | 1     | 1      |

## Deelnemende landen

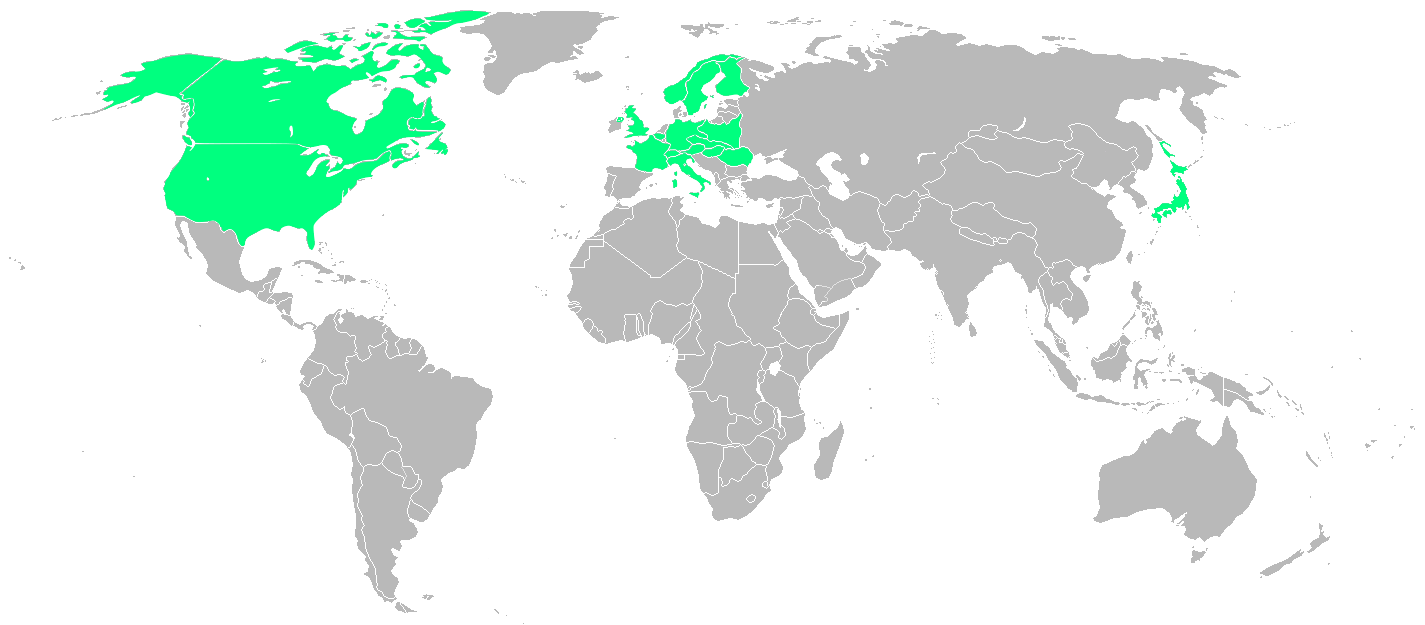

Zeventien landen namen deel aan de Spelen, acht minder dan vier jaar eerder. Deze acht waren Argentinië, Estland, Joegoslavië, Letland, Litouwen, Luxemburg, Mexico en Nederland.